# 安布希馬哈韋盧納
安布希馬哈韋盧納（Ambohimahavelona）為位在馬達加斯加的城鎮，由阿齊莫-安德列發那區圖利亞拉二縣（Toliara II District）管轄。2001年人口普查估計該城鎮人口約有13,000人。
該城鎮的教育機構設有小學和初級中學。該城鎮的居民主要從事農業，佔勞動人口的80%，另外有5%的居民從事畜牧業。玉米和稻米為該城鎮最主要的作物，而其他主要作物還有甘蔗以及番茄等。另外從事服務業的居民佔該城鎮勞動人口的15%。